# ستافروبولي
ستافروبولي: (باليونانية:Σταυρούπολη)، (بالإنجليزية:Stavroupoli)، مدينة يونانية ومركز لبلدية تقع في شمال البلاد وهي تقع ضمن سالونيك التي تتبع إدارياً لإقليم مقدونيا الوسطى الإداري.

## الموقع والسكان
تعتبر المدينة إحدى الضواحي الشمالية-الغربية لسالونيك، إذ تبعد مسافة 9 كيلومتر عن مركز المدينة. تقع المدينة على ارتفاع 115 متر عن مستوى سطح البحر في السهل المنبسط الذي يمتد شمال سالونيك، ويعتبر امتداداً لطيف الانحدار لجبل خورتياتيس من جهة الغرب.
بلغ عدد سكان المدينة حوالي 42 ألف نسمة (إحصائيات 2001).

## التسمية والتاريخ
دلت التنقيبات الأثرية على وجود نشاط بشري يعود للعصر النيوليثي ضمن المدينة، وصفت المنطقة التي تقوم عليها المدينة (شمال غرب) سالونيك بأنها منطقة غنية بالبساتين والجداول، وذلك في القرون الوسطى.
في بداية الـقرن عشرين كانت المنطقة عبارة عن أراض بور غير مزروعة تجري بها بعض الأنهار، والأبنية الوحيدة الموجودة بها كان دير لازاريستون (Lazariston) ورهبانية أخوات الرحمة، بالإضافة إلى ثكنة بافلوس ميلاس (Pavlos Melas).
بدأت المنطقة بالتغير بدءاً من العام 1914 حيث نشأت مستوطنة سكانية كان جل قاطنيها من اللاجئين نتيجة الحروب البلقانية. أطلق على هذه المستوطنة اسم ليمبت (Lembet). ثم ازداد عدد السكان عام 1922 بعد الحرب اليونانية-التركية والتهجير العرقي من الطرفين فقدم غلى البلدة لاجئي آسيا الصغرى اليونانيون.
أخذت المدينة اسمها الحالي في عام 1932 والذي يعني (مدينة الصليب) من ستافروس (Stavros) وتعني الصليب، وبوليس (Polis) وتعني المدينة.
ساعد موقع المدينة على المدخل الغربي لسالونيك بتطورها السريع، وازدهرت فيها صناعات التعبئة والتغليف والصناعات الغذائية.

## متفرقات
- توجد في المدينة ثلاثة معالم تاريخية هي دير لازاريستون (Lazariston) (دير الـلعازاريون)، رهبانية أخوات الرحمة، وبعض التحصينات العسكرية القديمة التي كانت تابعة لثكنة بافلوس ميلاس.
- أغلبية أراضي المدينة هي عبارة عن مناطق سكنية وعمرانية.
- أهم نادي رياضي في المدينة هو بافلوس ميلاس ستافروبوليس

## توأمة
لستافروبولي اتفاقيات توأمة مع:
- نيفير

## وصلات خارجية
- موقع المدينة الرسمي